# ساندي كلير
ساندي كلير (بالفرنسية: Sandie Clair)‏ مواليد 1 أبريل 1988 في تولون، هي دراج فرنسية في صنف سباق الدراجات على المضمار. شاركت في دورة الألعاب الأولمبية الصيفية.

## روابط خارجية
- ساندي كلير على موقع IBSF (الإنجليزية)
- ساندي كلير على موقع أرشيف الدراجات (الإنجليزية)
- ساندي كلير على موقع اللجنة الأولمبية الدولية (الإنجليزية)
- ساندي كلير على موقع أوليمبيديا (الإنجليزية)
- ساندي كلير على موقع اللجنة الأولمبية الفرنسية (مؤرشف) (الفرنسية)